# Zijkanaal C
Le Zijkanaal C est un canal néerlandais de la province de Hollande-Septentrionale. Il s'agit d'une branche qui part du canal de la Mer du Nord, en face du polder de Buitenhuizen. Il permet de rejoindre la Spaarne et l'IJ à Spaarndam, au sud-ouest.